# Hugo van Zuylen van Nijevelt
Pour les autres membres de la famille, voir Famille van Zuylen van Nijevelt.
Le baron Hugo van Zuylen van Nijevelt, né à Rotterdam le 7 juillet 1781 et mort à La Haye le 18 mars 1853, est un diplomate et homme politique néerlandais.

## Biographie
Il est le frère de Jan Adriaan van Zuylen van Nijevelt et l'oncle de Jacob van Zuylen van Nijevelt.

## Mandats et fonctions
- Secrétaire particulier de l'ambassadeur Brantsen à Paris : 1804-1805
- Secrétaire de Légation à Paris : 1805-1807
- Secrétaire de Légation à Madrid : 1807-1808
- Chef de Légation à Madrid : 1808-1810
- Maire-adjoint de Rotterdam : 1811-1812
- Membre du conseil provisoire de Rotterdam : 1813-1814
- Ministre plénipotentiaire à Bruxelles : 1814
- Ministre plénipotentiaire et envoyé extraordinaire à Stockholm : 1814-1816
- Ministre plénipotentiaire et envoyé extraordinaire à Madrid : 1816-1822
- Ministre plénipotentiaire à Smyrne : 1825
- Ministre plénipotentiaire et envoyé extraordinaire à Constantinople : 1825-1829
- Ministre plénipotentiaire à la Conférence de Londres : 1830-1833
- Ministre d'État : 1833-1853
- Ministre des Affaires religieuses de l'Église Réformée : 1841-1848
- Ministre des Affaires étrangères par intérim : 1841-1841
- Chambellan extraordinaire des rois Guillaume Ier, Guillaume II et Guillaume III

## Sources
- H baron van Zuylen van Nijevelt